# Humberto Costa
Humberto Sérgio Costa Lima GOMM (Campinas, 7 de julho de 1957) é um médico, jornalista e político brasileiro, filiado ao Partido dos Trabalhadores (PT),   Senador por Pernambuco e foi Presidente Nacional (interino) do seu partido entre 7 de março de 2025 e 3 de agosto de 2025, quando Edinho Silva foi empossado como Presidente Nacional do PT. Foi Ministro da Saúde durante o governo Lula, bem como deputado federal e estadual.
Pós-graduado em medicina geral comunitária, clínica médica e psiquiatria, também formado em jornalismo pela Universidade Católica de Pernambuco (UNICAP).
Foi Secretário das Cidades de Pernambuco de 2007 a 2010, na gestão do governador Eduardo Campos (PSB), foi Ministro da Saúde no primeiro governo Luiz Inácio Lula da Silva, de 1 de janeiro de 2003 a 8 de julho de 2005. Também foi secretário da saúde do Recife, Deputado Federal, Estadual e Vereador por Recife, onde obteve a maior votação em 2000.
É atualmente Senador da República, eleito em 2010 com mais de três milhões de votos, assumindo o cargo em 2011. Foi o primeiro senador eleito pelo PT de Pernambuco. Já no primeiro ano de mandato, foi escolhido líder do partido no Senado e do Bloco de Apoio ao Governo - ganhando destaque em sua atuação e sendo eleito o parlamentar mais influente de Pernambuco e um dos mais transparente e importante do País em 2011. Foi reeleito Senador de Pernambuco nas eleições de 2018 recebendo 25,66% dos votos.

## Origem
Filho de um casal de comerciantes de Pernambuco, Humberto Sérgio Costa Lima nasceu em Campinas, no interior de São Paulo. Quando tinha seis anos, seus pais retornaram para o Recife, cidade onde Humberto Costa construiu sua vida profissional e política. Na capital pernambucana, ele constituiu família e teve três filhos.

## Carreira política
A vida pública começou em 1975, no movimento estudantil da Universidade Federal de Pernambuco (UFPE). Depois de formado, presidiu a Associação Pernambucana de Médicos Residentes e foi primeiro-secretário do Sindicato dos Médicos de Pernambuco. Em 1980 filiou-se ao Partido dos Trabalhadores, ano de fundação do partido. Foi um dos criadores do PT pernambucano e integra o diretório nacional do partido. Faz parte da corrente Construindo um Novo Brasil, a tendência majoritária do PT.
Foi candidato a governador pelo estado de Pernambuco em 2002, ficando em segundo lugar com 34,1% dos votos contra 60,4% do então governador do estado Jarbas Vasconcelos, candidato pelo PMDB.
Como deputado estadual, destacou-se ao presidir as comissões de saúde e direitos humanos, esta última criada por ele. Como deputado federal, foi três vezes vice-líder do PT e uma vez vice-líder do bloco parlamentar de oposição. Sua atuação no Congresso lhe rendeu reconhecimento do DIAP, sendo eleito um dos cem parlamentares mais atuantes e influentes.

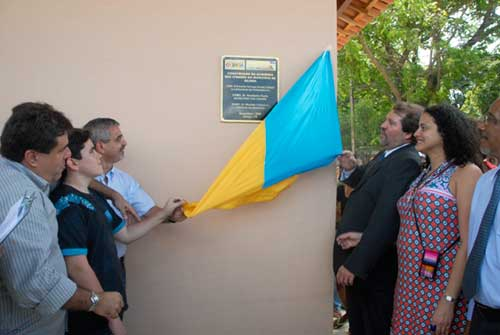
Humberto Costa inaugura Academia da Cidade de Olinda, em 2009. Foto: Passarinho/Prefeitura de Olinda

Em 2001, assumiu a pasta da secretaria municipal de saúde do Recife na primeira gestão do prefeito do Recife João Paulo, onde implantou o programa de saúde ambiental, o programa Academia da Cidade e ampliou de 27 para 120 o número de equipes do Programa de Saúde da Família.[carece de fontes?]

### Ministério da Saúde
Em 2003 assumiu o ministério da saúde no governo de Luiz Inácio Lula da Silva, onde implantou a Farmácia Popular, o SAMU e o Brasil Sorridente. Ainda em março do mesmo ano, Humberto Costa foi admitido pelo presidente Lula à Ordem do Mérito Militar no grau de Grande-Oficial especial.
Durante sua gestão, Humberto Costa criou a (Hemobrás) - Empresa Brasileira de Hemoderivados e Biotecnologia. Criou ainda a primeira rede pública de Banco de Sangue de Cordão Umbilical e Placentário, a Brasilcord. Saiu do ministério em 2005 junto com outros ministros que expressavam desejo de se candidatarem a cargos eletivos no ano seguinte, seguindo a orientação da presidência da república.
No ministério, enfrentou a crise conhecida como o "Operação Vampiro", escândalo envolvendo a contratação de hemoderivados pelo Ministério da Saúde entre 1990 e 2004. As fraudes nas licitações resultaram em um rombo de R$ 2,3 bilhões aos cofres públicos. Ao saber das denúncias de irregularidade, Humberto Costa determinou a revisão de todos os contratos do Ministério. O ministro foi acusado de participar do escândalo, pois três das onze pessoas envolvidas nas irregularidades haviam sido nomeadas durante sua gestão. Apesar desse fato ter sido bastante explorado pelos seus adversários políticos na eleição estadual de 2006, principalmente pelo candidato à reeleição Mendonça Filho e pelo ex-governador e candidato ao senado Jarbas Vasconcelos, provocando um grande desgaste político a sua imagem, o Ministério Público Federal – autor da denúncia – concluiu em fevereiro de 2010 que Humberto Costa não estava envolvido no caso. O processo foi encerrado apenas em 24 de março de 2010 quando o Tribunal Regional Federal da 5ª Região inocentou Humberto por unanimidade, fazendo com que o ex-ministro ficasse livre da acusação.
Mesmo sendo candidato do PT e oficialmente do presidente Lula ao governo de Pernambuco em 2006, Humberto Costa fez um pacto com outro candidato, o ex-ministro da Ciência e Tecnologia Eduardo Campos, também aliado do presidente Lula, para manterem relação de cordialidade durante o processo eleitoral. A estratégia era levar a eleição estadual para o segundo turno. Fato que se concretizou com a ida de Eduardo Campos e Mendonça Filho para o segundo turno. Humberto Costa terminou em terceiro lugar.
Após a eleição do primeiro turno ao governo de Pernambuco, Humberto Costa manifestou apoio ao ex-ministro da Ciência e Tecnologia Eduardo Campos para eleição ao segundo turno, cumprindo o acordo firmado entre ambos no primeiro turno (que se um dos dois fossem para o segundo turno com o Mendonça Filho manifestaria apoio mútuo). Humberto Costa se tornou, a partir de então, um dos principais cabos eleitorais de Eduardo Campos.
Com a vitória de Eduardo Campos ao governo de Pernambuco, o governador eleito anuncia em dezembro de 2006 a futura nomeação de Humberto Costa para seu primeiro escalão de governo como secretário das cidades, cargo que ocupou de 2007 até meados de 2010 - quando saiu para concorrer a vaga de Senador da República.

### Senado Federal
Em 2015, como líder do PT no Senado Federal, declarou que pretende alterar o mérito do PLC 28/2015, que tramita naquela casa legislativa e recompõe parcialmente o valor histórico os vencimentos dos servidores do Poder Judiciário da União, que estão há nove anos sem reposição da inflação, tendo no período perdido mais de 50% do poder de compra de seus salários, fato que poderá prejudicar 130.000 famílias de trabalhadores que dependem destes vencimentos para a sua subsistência.
Em novembro de 2015, votou contra a prisão de Delcídio Amaral.
Em outubro de 2017 votou a contra a manutenção do mandato do senador Aécio Neves mostrando-se favorável a decisão da Primeira Turma do Supremo Tribunal Federal no processo onde ele é acusado de corrupção e obstrução da justiça por solicitar dois milhões de reais ao empresário Joesley Batista.

## Cargos públicos
- Deputado Estadual (1991/1995)
- Deputado Federal (1995/1999)
- Secretário Municipal de Saúde de Recife (2001/2002)
- Ministro da Saúde (2003/2005)
- Secretário das Cidades de Pernambuco (2007/2010)
- Senador da República (2011/2018)
- Senador da República (2019/2026)

## Fatos e honrarias
- Grande Oficial da Ordem de Rio Branco (2023)[18]
- Líder do Bloco de Apoio ao Governo Dilma (2011)
- Líder do PT no Senado Federal (2011)
- Primeiro senador do PT eleito por Pernambuco (2010)
- Cidadão do Estado do Rio de janeiro (2003)[19]
- Prêmio Continental (2001)[20]
- Vereador mais votado de Recife (2000)
- Um dos 100 parlamentares mais atuantes e influentes (1994-1997)
- Avaliação DIAP como Deputado Federal: 10 (1994-1997)

## Operação Lava Jato
Humberto Costa foi citado por um dos delatores da Operação Lava Jato, o ex-diretor da Petrobras, Paulo Roberto Costa. Paulo Roberto disse em depoimento nos termos da delação premiada que pagou R$ 1 milhão em valores desviados da estatal. De acordo com Paulo Roberto Costa, o dinheiro teria sido solicitado por Mário Barbosa Beltrão, presidente da Associação das Empresas do Estado de Pernambuco (Assimpra). Em 23 de fevereiro de 2021, por 3 votos a 2, a Segunda Turma do Supremo Tribunal Federal (STF) determinou o arquivamento do inquérito aberto pela lava-jato. O senador se manifestou sobre o arquivamento e afirmou: “Sou o último e único remanescente da chamada ‘Lista de Janot’, caso para o qual jamais tinha havido um desfecho. Por seis vezes, o condenado mudou o seu depoimento em relação a mim. Mas a Lava Jato preferiu ignorar as inconsistências, contradições e mentiras das suas declarações, mesmo sem quaisquer provas a me imputar”.